# Teodoro Trivulzio
Teodoro Trivulzio, in Frankreich Théodore de Trivulce genannt (* 1454 in Mailand; † November 1532 in Lyon), Marchese di Pizzighettone, war ein italienisch-französischer Heerführer, Marschall von Frankreich und Gouverneur von Mailand, Lyon und Genua.

## Leben
Teodoro Trivulzio war ein Angehöriger der lombardischen Familie Trivulzio und ein Vetter von Gian Giacomo Trivulzio (Jacques de Trivulce), Marschall von Frankreich. Seine Eltern waren Pietro Trivulzio († 1473) und Laura Bossi.
Er begann seine Militärkarriere im Dienst von Ferdinand I. von Neapel. Hier war er Graf von Lauria (Basilikata) und Signore di Villamaina (Kampanien) (später beschlagnahmt) und Ratsmitglied des Königs ab 1495.
Auf französischer Seite nahm er unter Ludwig XII. an dessen Italienkriegen teil, insbesondere als Lieutenant seiner Truppen, die gegen die Republik Venedig geführt wurden. Am 14. Mai 1509 kämpfte er in der Schlacht von Agnadello mit 30 lombardischen Bewaffneten und 60 Bogenschützen in der Vorhut der Franzosen, am 11. April 1512  in der Schlacht bei Ravenna unter dem Kommando von Gaston de Foix und am 17. bis 19. Juni 1512 in der Schlacht bei Pavia, in der er einer der  Oberkommandierenden war.
1513 war er Leutnant und im Januar 1516 Generalkapitän der venezianischen Armeen. 1514 wurde er vom König von Frankreich zum Marchese di Pizzighettone und des Vikariats von Melegnano (das aber sofort wieder beschlagnahmt wurde) ernannt.
1521 unterstützte er den Marschall Lautrec bei der Belagerung von Parma. Im Dezember 1524 wurde er zum 8. und letzten französischen Gouverneur von Mailand ernannt, das er nach der Schlacht bei Pavia (23./24. Februar 1525) bereits wieder verließ. Am 23. März 1526 ernannte ihn König Franz I. zum Marschall von Frankreich, im Dezember zum Gouverneur von Lyon. 1527 wurde er zusätzlich Gouverneur und Vikar von Genua, konnte aber den Widerstand der Genueser nicht brechen und musste 1528 wegen Proviantmangels aufgeben.
Im September 1532 wurde sein Neffe Pomponio Trivulzio sein Nachfolger als Gouverneur von Lyon. Er starb im November 1532 in Lyon und wurde in der dortigen Jakobinerkirche Notre-Dame de-Confort bestattet.

## Ehe und Nachkommen
Teodoro Trivulzio heiratete Bona Bevilacqua († 24. März 1530), Marchesa di Maleo, Signora di Cavacurta, Casenuove e Giara d’Adda (verliehen 1486 und 1488 widerrufen), Tochter von Conte Galeotto Bevilacqua, 1. Marchese di Melo, Conte di Maccastorna mit Corno Giovine, Cornovecchio, Meleti und Lardaria, und Antonia Pallavicino dei Marchesi di Busseto. Sie bekamen eine Tochter, Giulia, die Maleo erbte und Gianfrancesco Trivulzio di Vigevano heiratete.
Darüber hinaus sind drei uneheliche Töchter bekannt:
- Laura; ⚭ Antonia Maria Crivelli, Mailänder Patrizier
- Elisabetta; ⚭ Pagano da Rhô
- Susanne; ⚭ Troiano Senigo